# Tessa James
Tessa James (Melbourne, 17 de abril de 1991) es una actriz australiana conocida por haber interpretado a Nicole Franklin en la serie australiana Home and Away.

## Biografía
Es hija del antiguo jugador de la Richmond AFL: Stephen James y de Charis James, tiene una hermana llamada Candyce "Candy" James. 
James cantó para el "Young Australian Broadway Chorus" y en "Children Performing Choirs Australia". Asistió al Park Orchards Primary School y luego al Methodist Ladies College de donde salió en el 2008, para continuar su carrera como actriz.
En septiembre del 2014 Tessa anunció que había sido diagnosticada con cáncer (linfoma de Hodgkin). Tessa y su esposo regresarán a Gold Coast, Queensland para recibir tratamiento.
En el 2010 Tessa comenzó a salir con el jugador de fútbol americano Nate Myles, a quien conoció gracias a la actriz Jodi Gordon. En enero del 2011 se anunció que la pareja estaba comprometida. Y finalmente se casaron el 23 de diciembre de 2011. A la boda asistieron sus amigas las actrices Jodi Gordon, Samara Weaving y Esther Anderson. En agosto del 2017 se anunció que la pareja estaba esperando a su primer bebé juntos. En febrero del 2018 la pareja le dio la bienvenida a su primer bebé Saynt Myles.

## Carrera
Entre el 2006 y 2007 participó como personaje recurrente en algunos episodios de la exitosa serie australiana Neighbours donde interpretó a Anne Baxter, la hija biológica de Kim y Janelle Timmins, quien fue cambiada al nacer por su abuela Loris.
En el 2008 interpretó a Celestine en la película de fantasía Hugo.
El 18 de aril del 2008 se unió al elenco de otra aclamada serie australiana Home and Away donde interpretó a la adolescente Nicole Franklin, hasta el 14 de junio de 2011, después de que su personaje decidiera mudarse de la bahía junto con su hijo George y Angelo Rosetta.  En marzo del 2011 se anunció que Tessa dejaría la serie después de interpretar a Nicole por casi tres años y medio.
En el 2012 apareció en la película Beaconsfield donde interpretó a Lauren Kielmann, la hija del minero Larry Knight (Simon Lyndon) quien murió luego de que colapsara la mina donde trabajaba.

## Filmografía

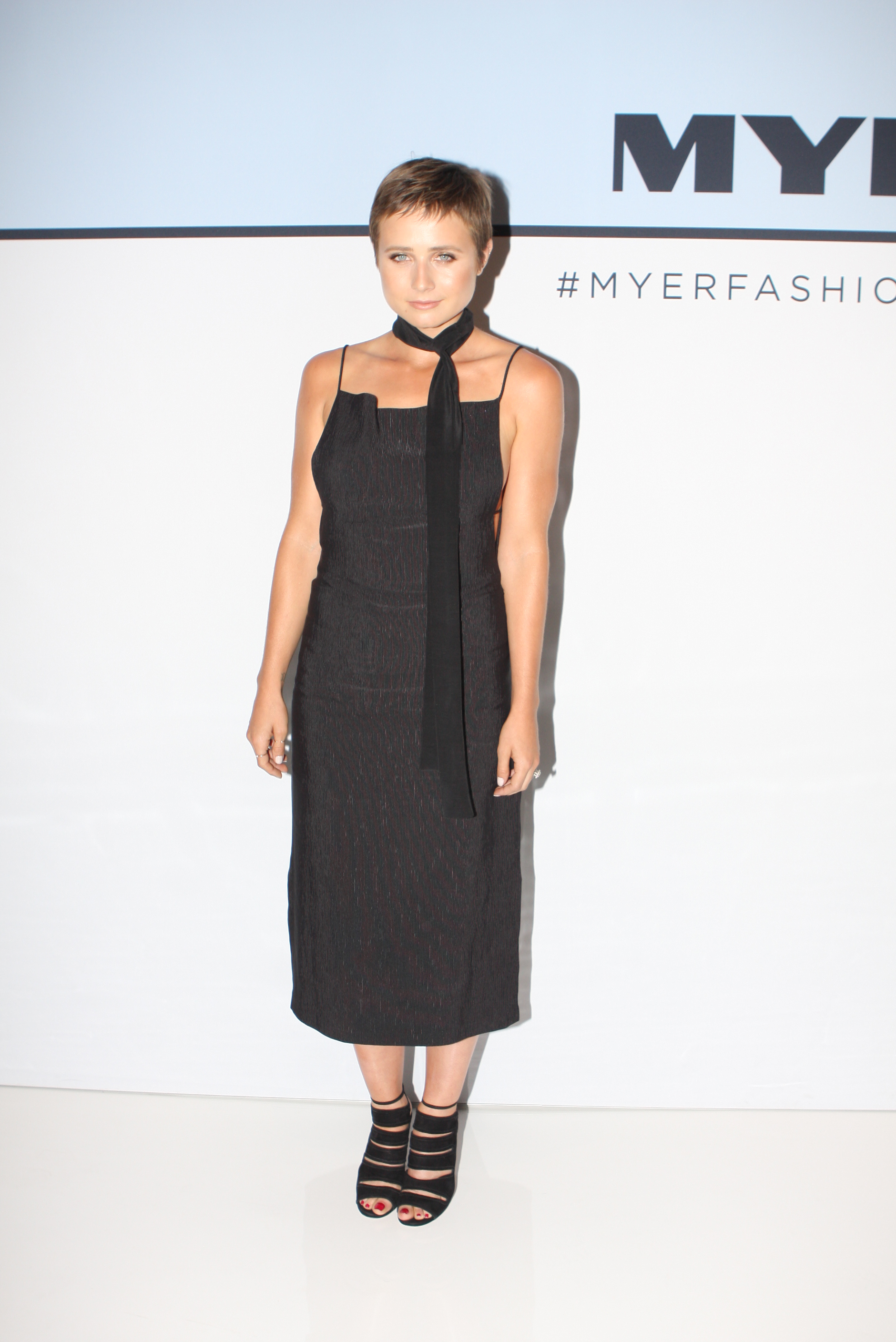
Tessa durante la carpeta roja del "Myer Spring/Summer 2015 Fashion Launch" en el 2015.

### Series de televisión
| Año             | Serie            | Personaje       | Notas         |
| --------------- | ---------------- | --------------- | ------------- |
| 2017 - presente | We Were Tomorrow | Petra           | -             |
| 2015            | Love Child       | Gail Matheson   | -             |
| 2008 - 2011     | Home and Away    | Nicole Franklin | 332 episodios |
| 2006 - 2007     | Neighbours       | Anne Baxter     | 10 episodios  |

### Películas
| Año  | Título               | Personaje        | Notas                                                                                |
| ---- | -------------------- | ---------------- | ------------------------------------------------------------------------------------ |
| 2016 | You're Gonna Miss Me | Jennifer Montana | junto a Eric Roberts, Morgan Fairchild, Leo Howard, John Schneider y Justin Deeley   |
| 2016 | Spin Out             | Kimba            | junto a Xavier Samuel, Lincoln Lewis, Eddie Baroo, Melissa Bergland y Travis Jeffery |
| 2012 | Beaconsfield         | Lauren Kielmann  | junto a Simon Lyndon, Lachy Hulme, Peta Brady & Michala Banas                        |
| 2008 | Hugo                 | Celestine        | -                                                                                    |

### Apariciones
| Año  | Programa | Notas                        |
| ---- | -------- | ---------------------------- |
| 2009 | Sunrise  | episodio del 18 de diciembre |

## Premios y nominaciones
| Año  | Categoría                                       | Premio                                    | Serie         | Resultado |
| ---- | ----------------------------------------------- | ----------------------------------------- | ------------- | --------- |
| 2010 | TV Actress                                      | Cosmopolitan Fun, Fearless, Female Awards | Home and Away | Nominada  |
| 2010 | The So-Fresh-And-So-Clean Soap Star Of The Year | Dolly Teen Choice Award                   | Home and Away | Nominada  |
| 2010 | Most Popular Actress                            | Logie Award                               | Home and Away | Nominada  |
| 2009 | Best Bitch (junto a Sophie Hensser)             | Inside Soap Awards                        | Home and Away | Nominada  |